# Pawieł Konowałow (lekkoatleta)
Pawieł Konowałow, ros. Павел Коновалов (ur. 13 lutego 1960) – rosyjski lekkoatleta specjalizujący się w długich biegach sprinterskich. W czasie swojej kariery reprezentował Związek Socjalistycznych Republik Radzieckich.

## Sukcesy sportowe
| Rok  | Miasto    | Zawody                      | Konkurencja                      | Wynik                    |
| ---- | --------- | --------------------------- | -------------------------------- | ------------------------ |
| 1979 | Bydgoszcz | mistrzostwa Europy juniorów | sztafeta 4 × 400 m bieg na 400 m | srebrny medal 6. miejsce |
| 1982 | Mediolan  | halowe mistrzostwa Europy   | bieg na 400 m                    | złoty medal              |
| 1982 | Ateny     | mistrzostwa Europy          | sztafeta 4 × 400 m bieg na 400 m | brązowy medal 6. miejsce |

## Rekordy życiowe
- bieg na 400 metrów – 45,84 – Ateny 09/09/1982
- bieg na 400 metrów (hala) – 46,87 – Mediolan 06/03/1982